# Вайнхайм
Вайнхайм (нем. Weinheim) — город в Германии, районный центр, расположен в земле Баден-Вюртемберг.
Подчинён административному округу Карлсруэ. Входит в состав района Рейн-Неккар. Население составляет 43 682 человека (на 31 декабря 2010 года). Занимает площадь 58,11 км². Официальный код — 08 2 26 096.
Город подразделяется на 6 городских районов.

## Достопримечательности
Вайнхайм известен не только своими романтическими кривыми улочками с многочисленными фахверковыми домами и исторической Рыночной площадью, но также и возвышающимися над городом замками Виндек и Вахенбург, считающихся символами города, и из-за которых Вайнхам называют также городом двух замков. Среди прочих достопримечательностей стоит упомянуть бывший замок курпфальцских пфальцграфов, где сегодня размещается городское управление, и подворье Немецкого ордена (городской музей).

## Известные уроженцы и жители
- Генрих Вилль (1812—1890) — немецкий химик.

## Фотографии

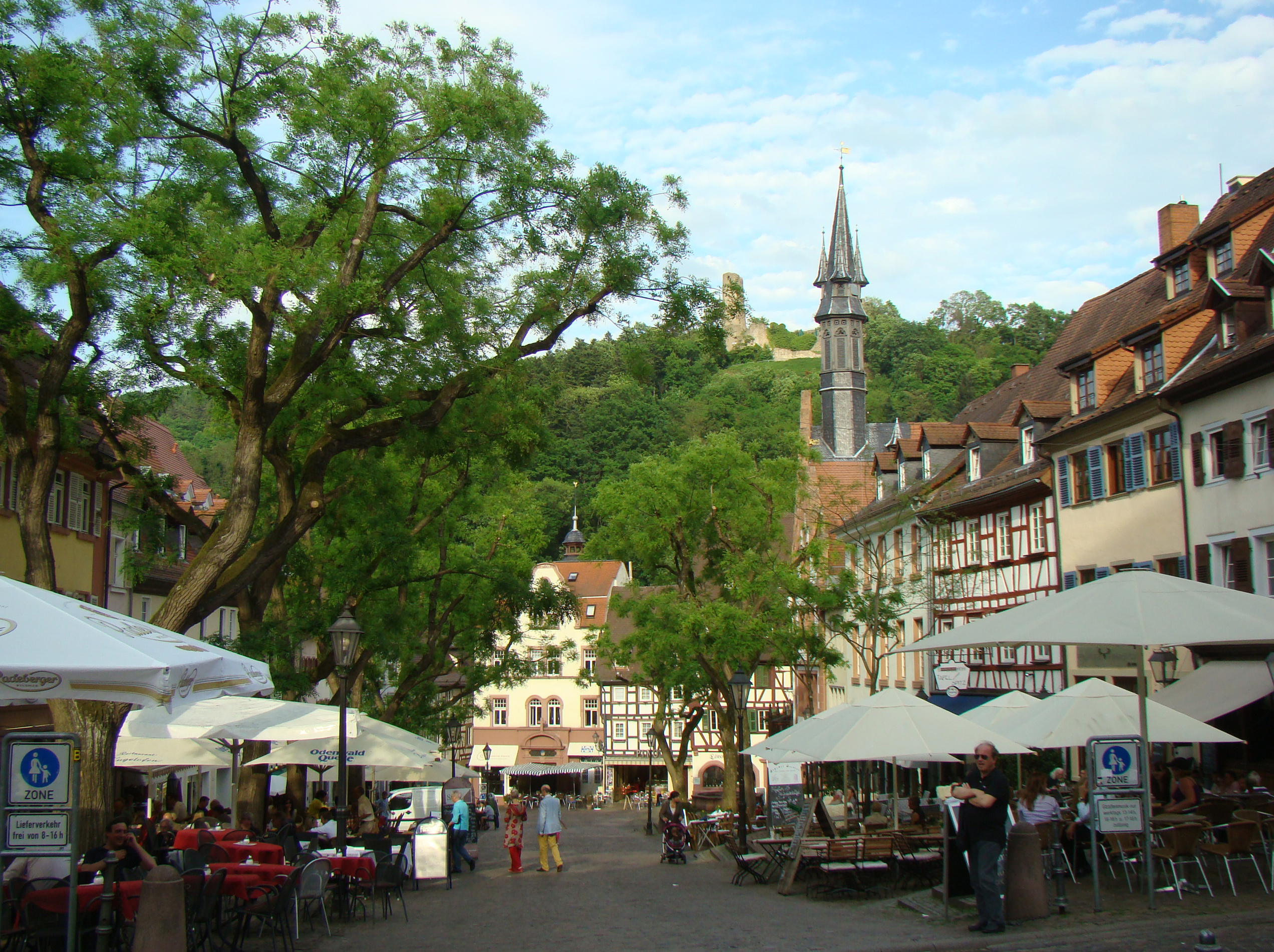
Рыночная площадь. На заднем плане возвышается руина замка Виндек
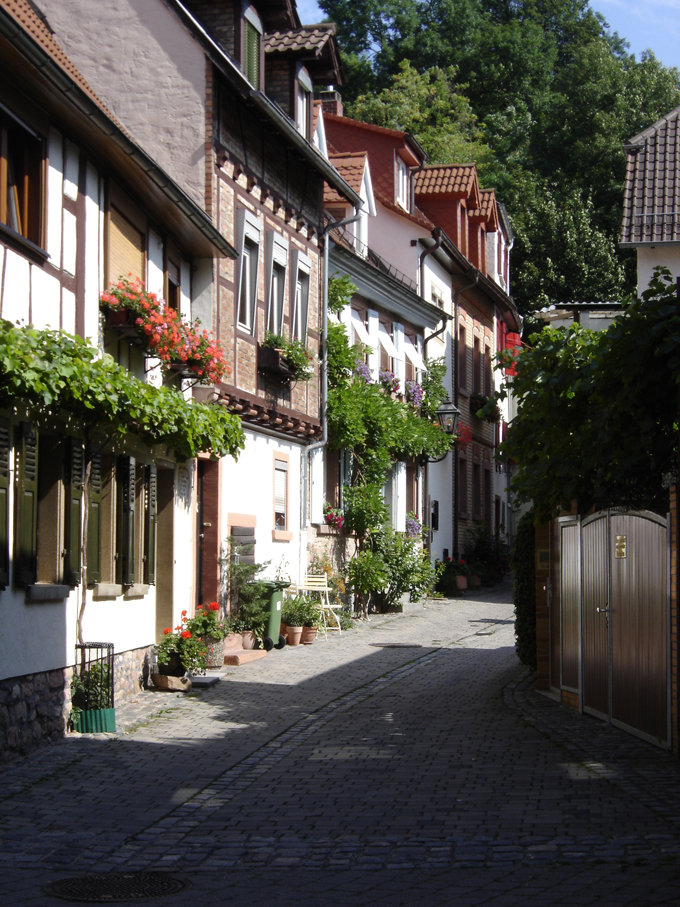
Типичная улочка в Старом городе
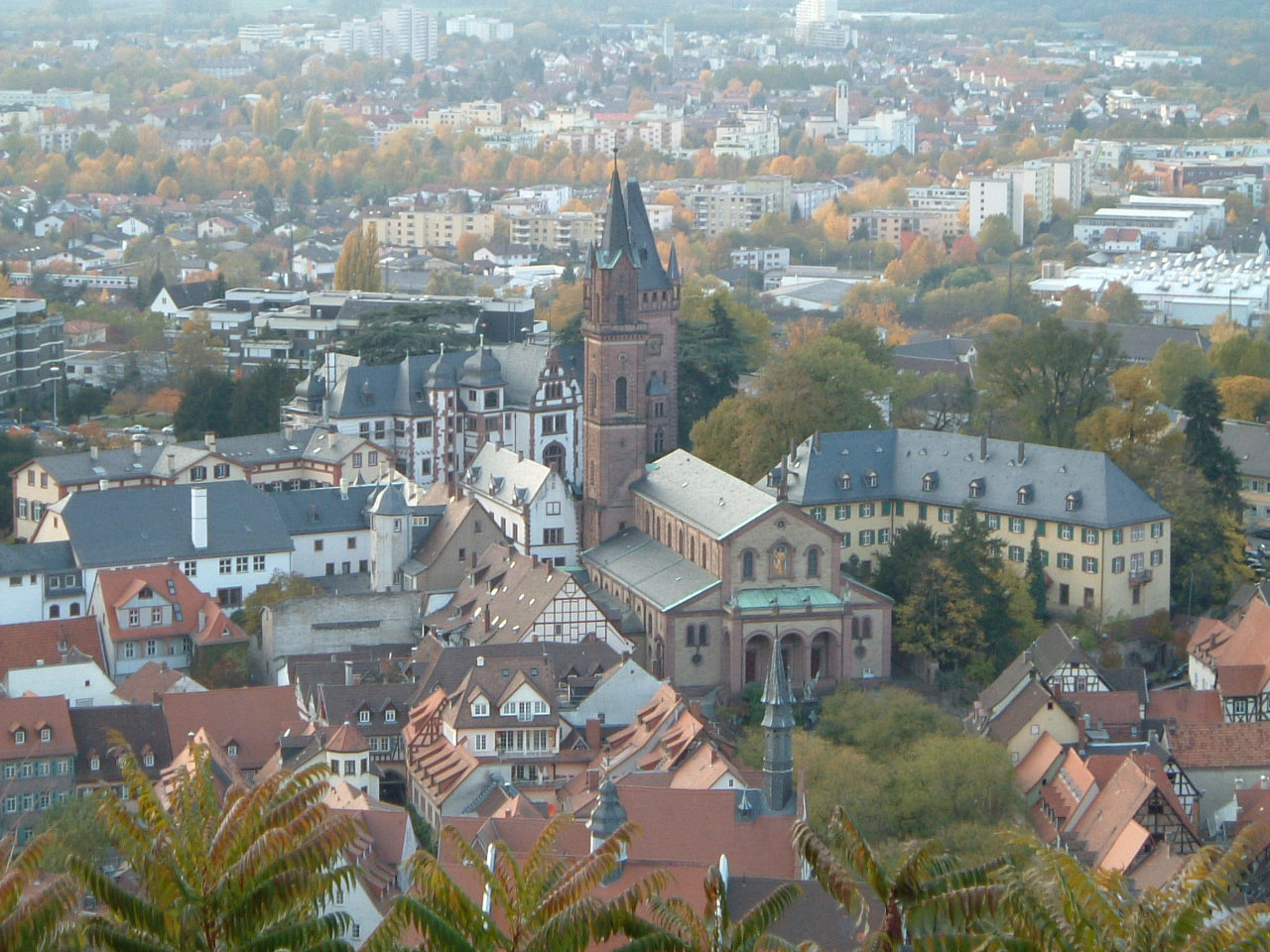
Замок, церковь св. Лаврентия и бывший монастырь
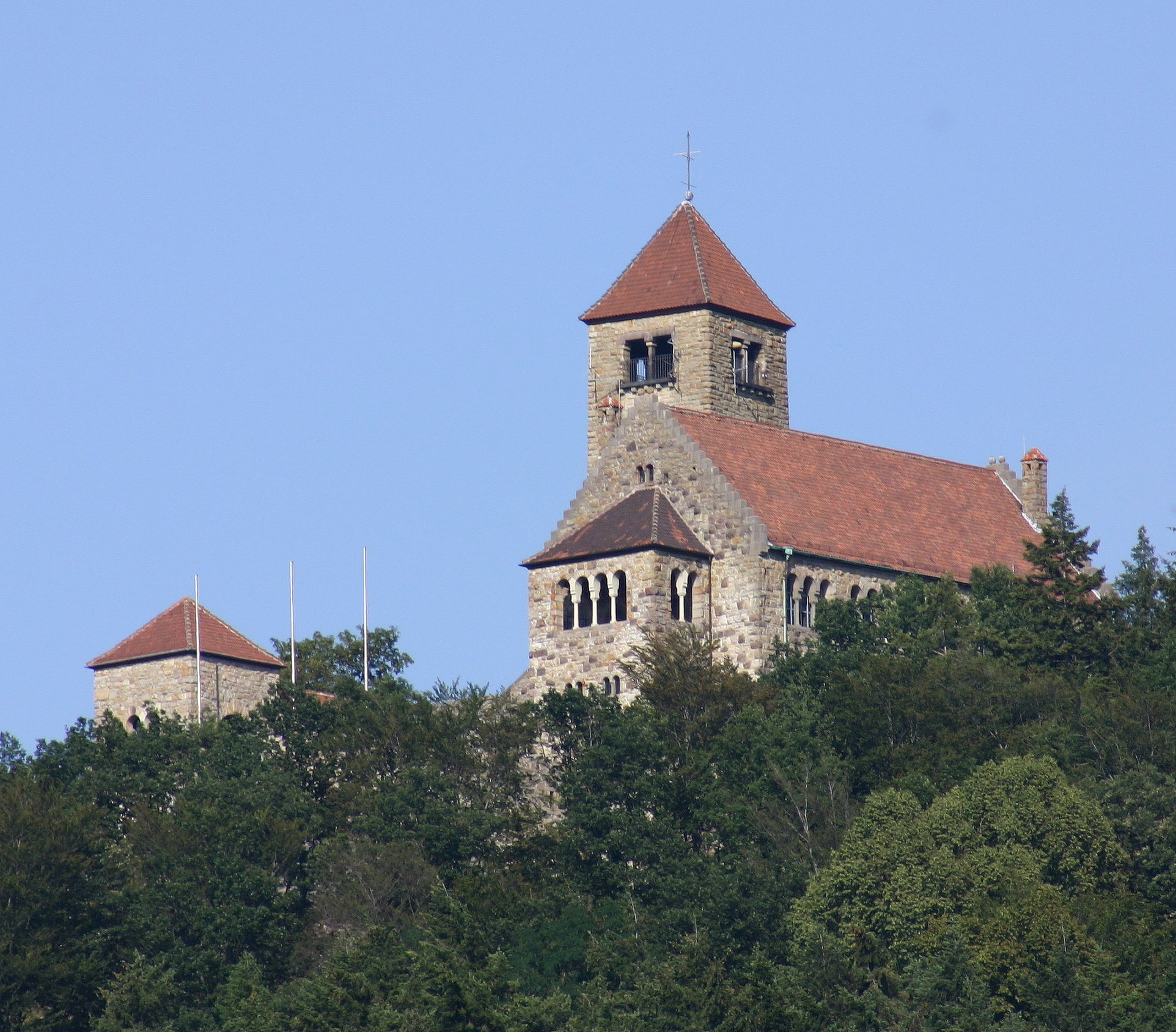
Вахенбург
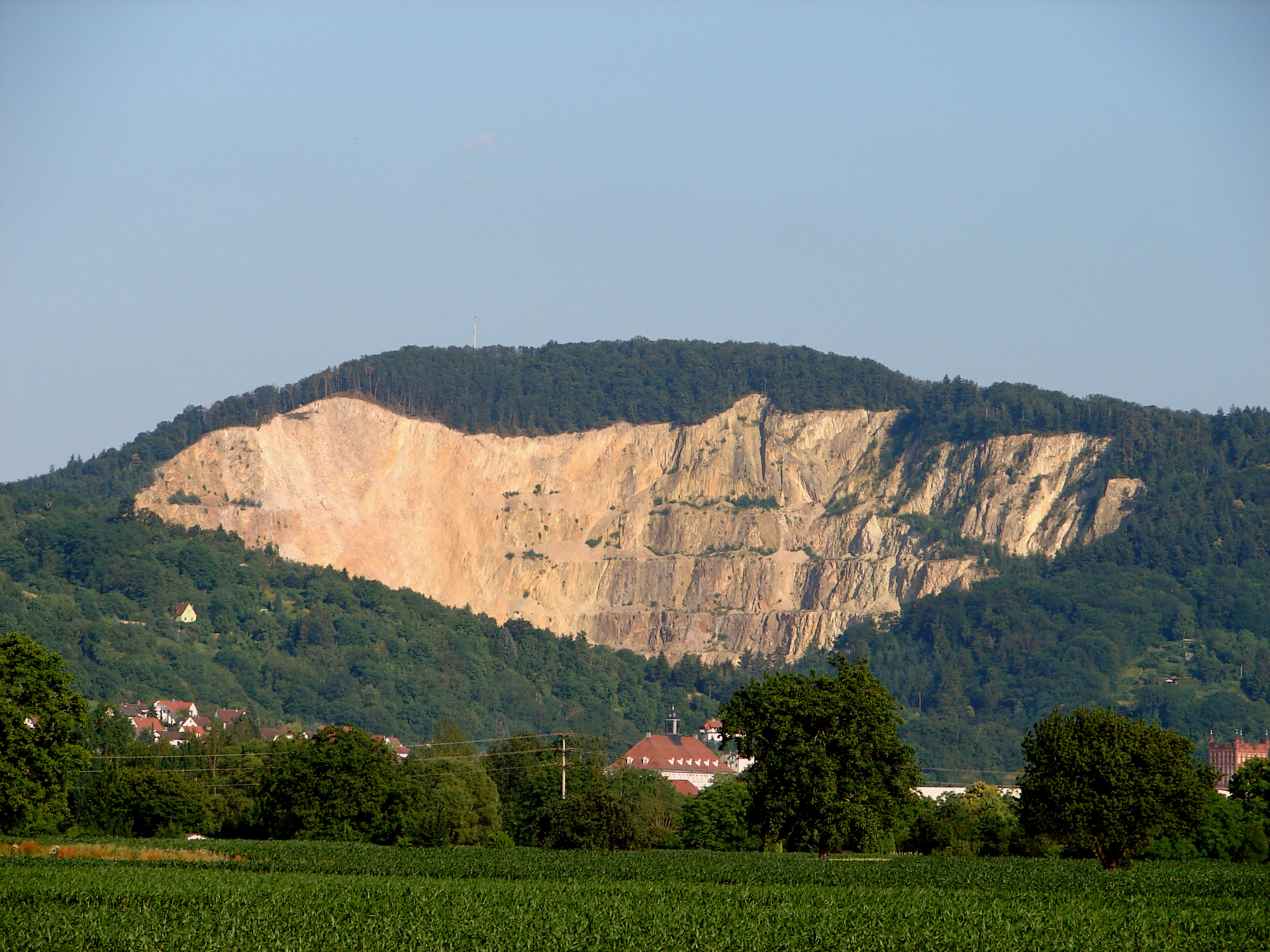
Каменоломня